# Zopyrion
Zopyrion is een geslacht van vlinders van de familie dikkopjes (Hesperiidae), uit de onderfamilie Pyrginae.

## Soorten
- Z. evenor Godman & Salvin, 1901
- Z. reticulata Hayward, 1942
- Z. sandace Godman & Salvin, 1896
- Z. satyrina (Felder & Felder, 1867)
- Z. subvariegata Hayward, 1941